# Niedernai
Niedernai é uma comuna francesa na região administrativa de Grande Leste, no departamento Baixo Reno. Estende-se por uma área de 11,35 km². Em 2010 a comuna tinha 1 293 habitantes (densidade: 113,9 hab./km²).